# После Графа (выставка)
После Графа — художественная выставка учеников Леонида Стуканова, проходившая с 25 февраля по 23 марта 2017 года в Выставочном зале Таганрогского отделения Союза художников РФ.

## О проекте
Выставка «После Графа» посвящена 70-летней годовщине со дня рождения художника и педагога Леонида Стуканова (1947—1998). Идейным вдохновителем и куратором выставки выступила художник Наталья Дурицкая.
Графом Стуканова называли друзья. Это имя придумал ему Александр Жданов ещё в студенческие годы, когда они вместе учились в Ростовском художественном училище. Стуканов преподавал в Таганрогской детской художественной школе около тридцати лет, с 1969 по 1997 год.
В экспозиции выставки были представлены 49 работ девяти художников, в разное время учившихся у Леонида Стуканова.
На открытии выставки демонстрировался архивный фильм «Встреча с Леонидом Стукановым», снятый в 1997 году Владимиром Барсуковым.

## Участники выставки
- Юрий Шабельников
- Наталья Дурицкая
- Надежда Швец
- Владислав Протопопов (1961—2015)
- Владимир Вельтман
- Вадим Кривошеев
- Юрий Акопянц
- Василий Слепченко (1962—1991)
- Алексей Яковлев

## Выставленные работы

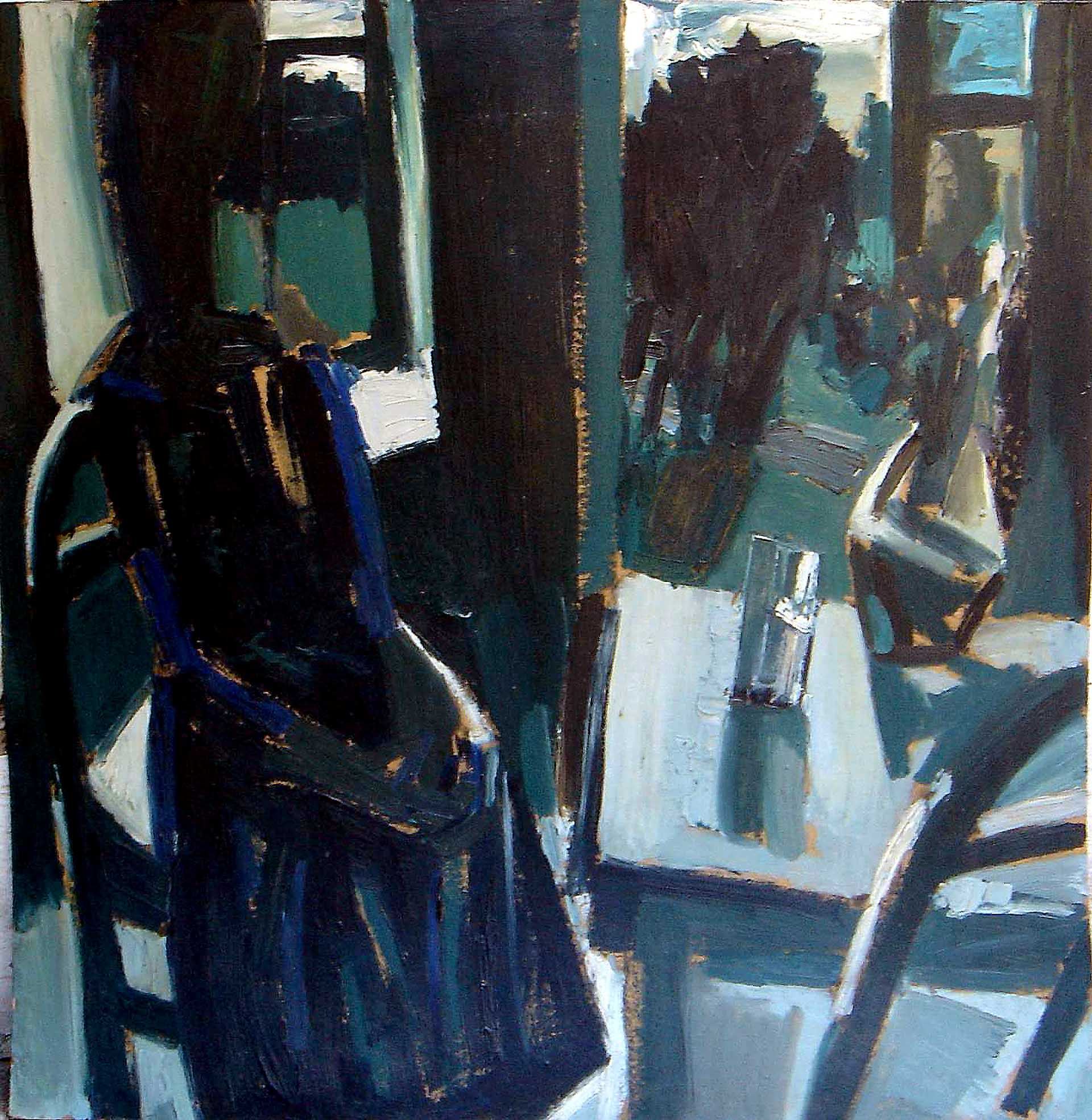
Ю. Шабельников, «Стакан воды», к/м, 102х100, 1982
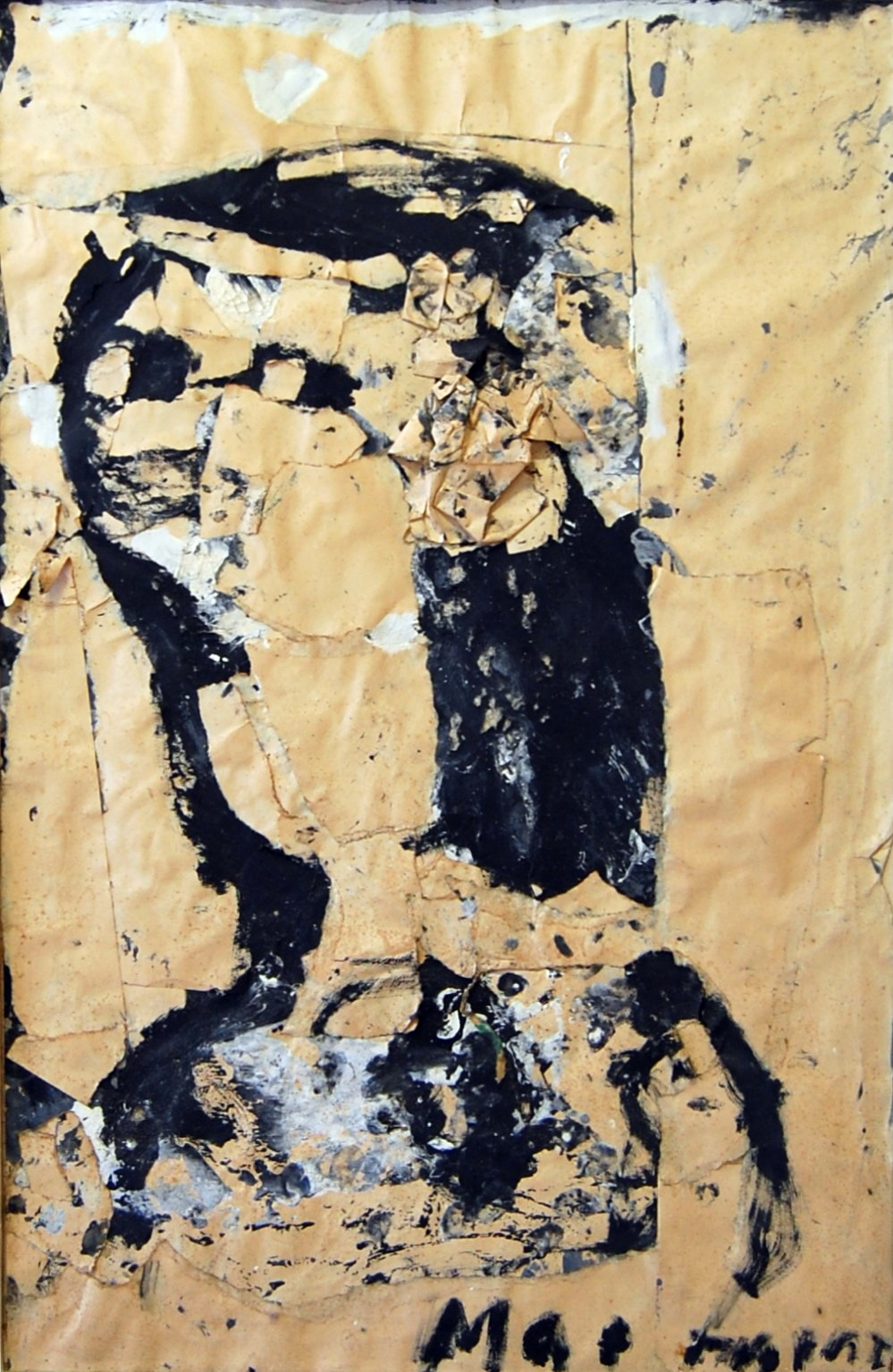
Ю. Шабельников, «Маргарита», картон, бумага, гуашь, 74х47, 1984
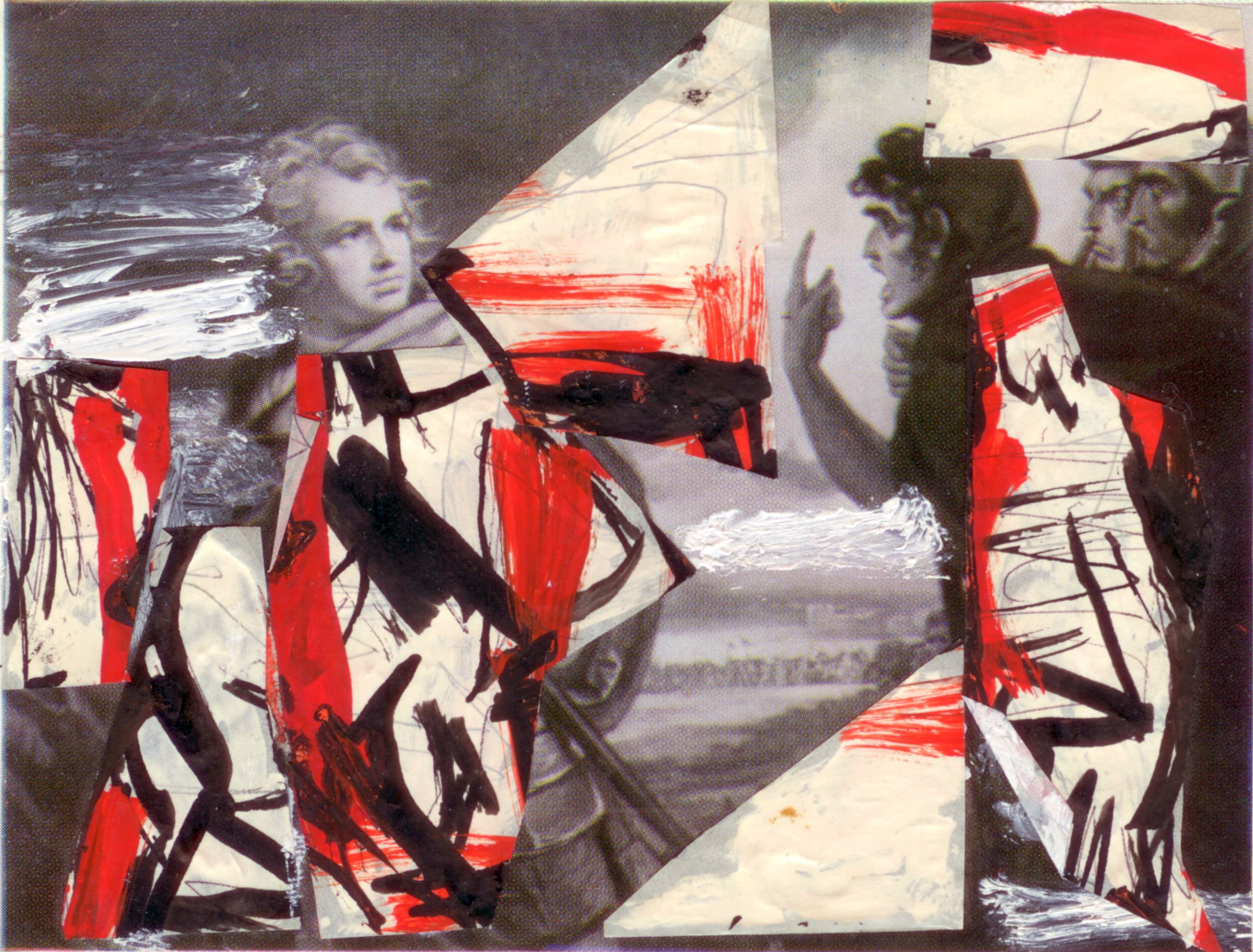
Ю. Шабельников, «Макбет», бумага, смеш. техника, 11х14, 1989
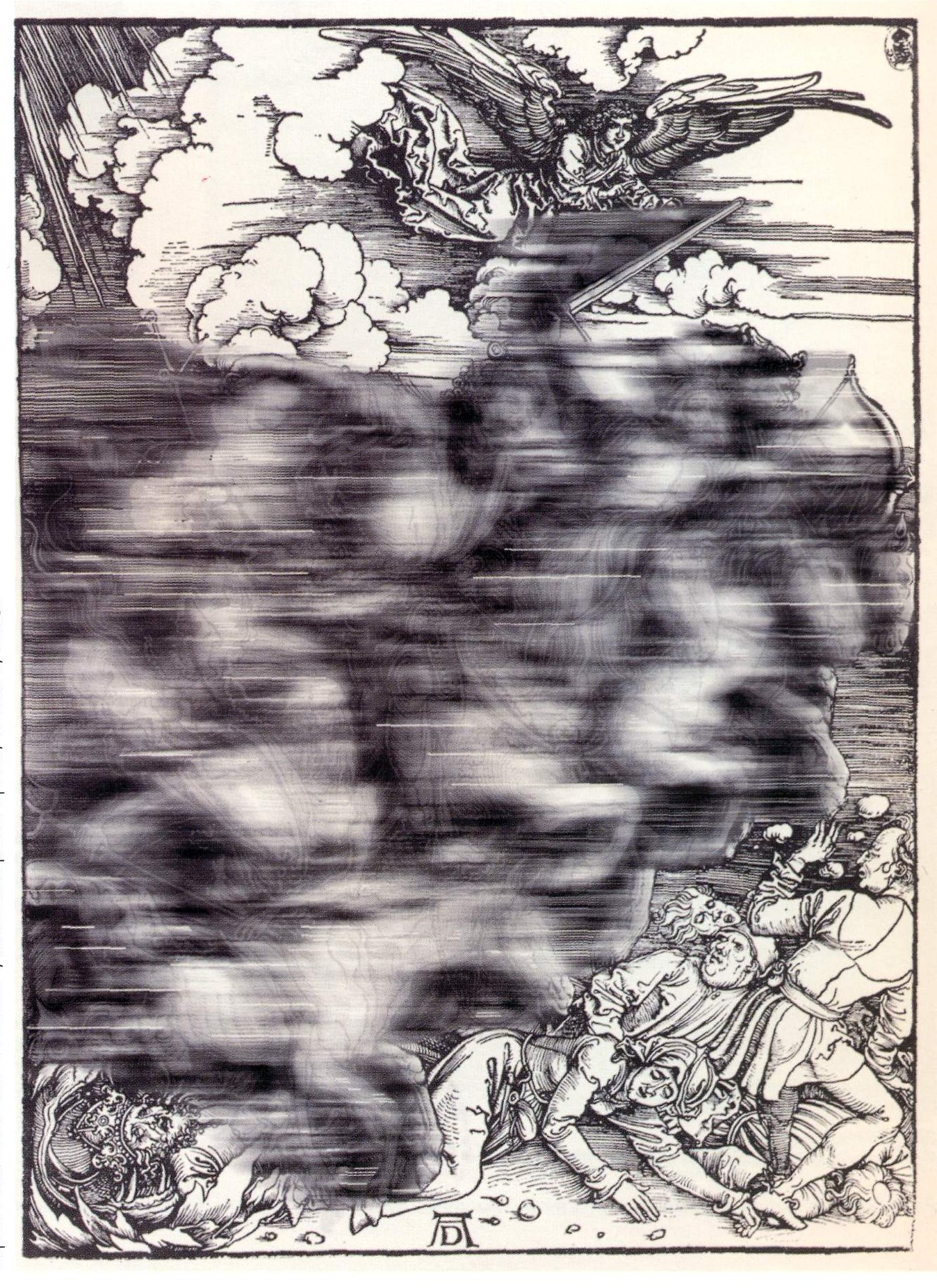
Ю. Шабельников, «Present?»,  шелкография, цифр. обработка, 86х71, 2003
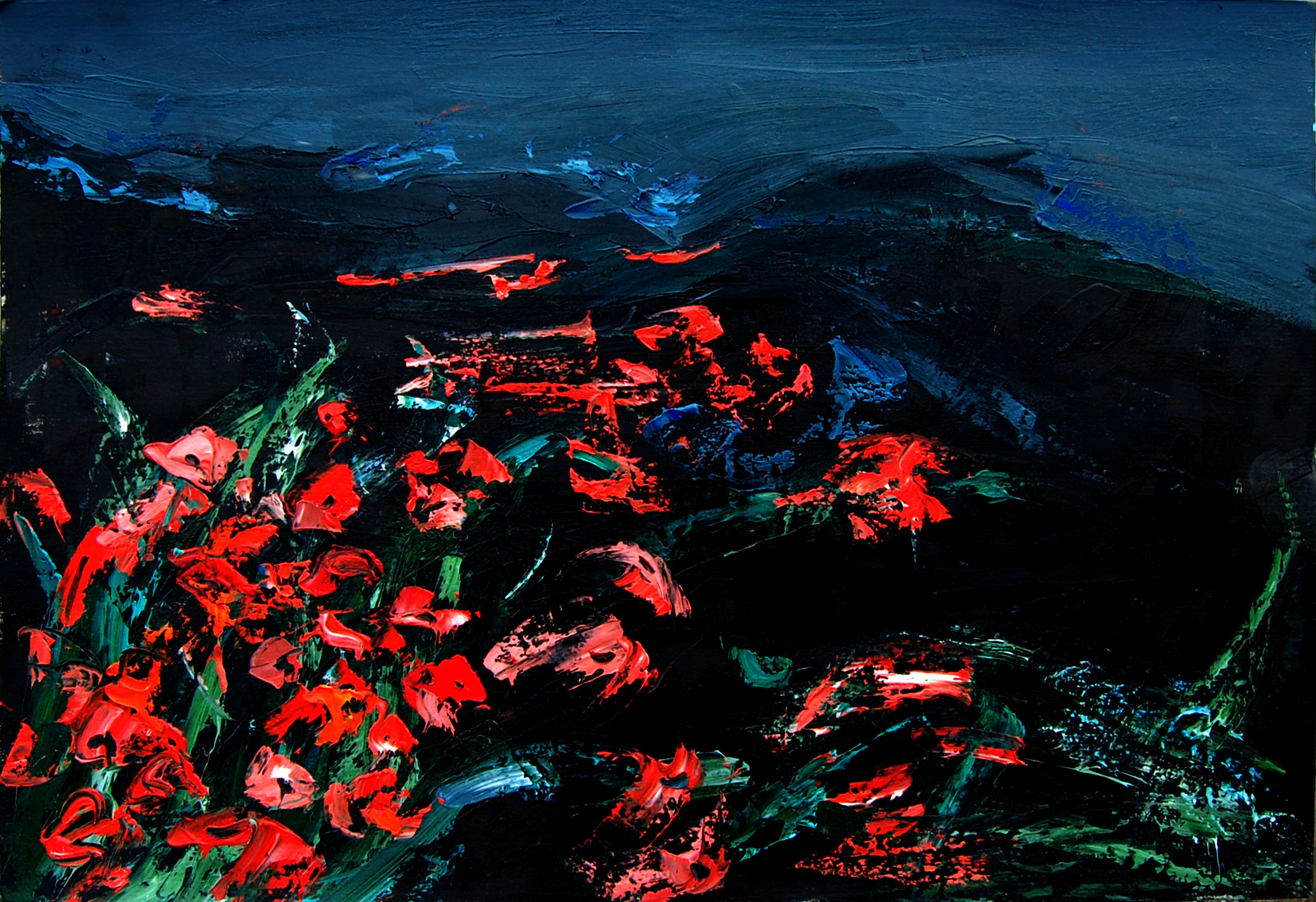
Н. Дурицкая, «Е-ские маки», к/м, 67х98, 2010
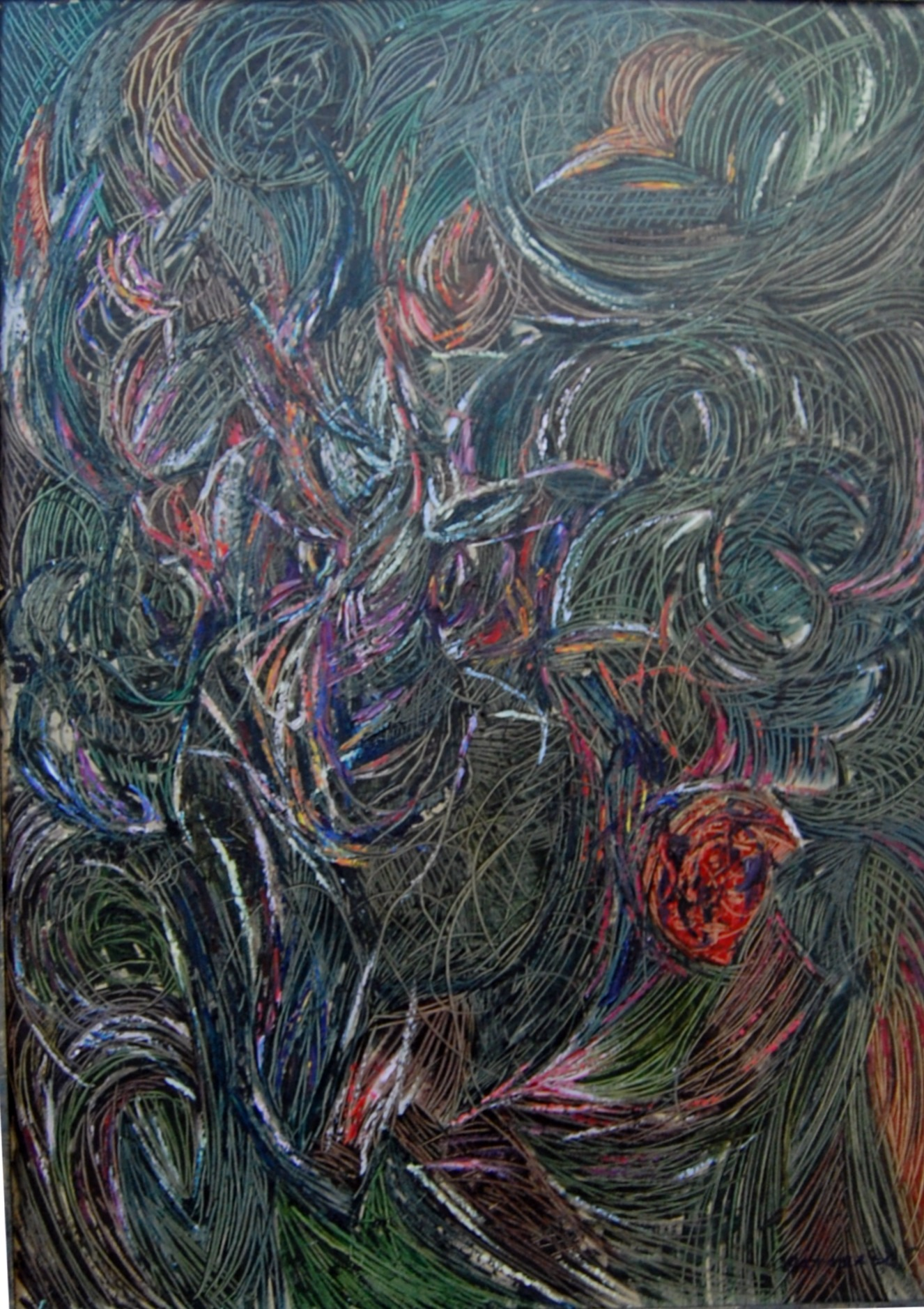
Н. Дурицкая, «Грусть осла», к/м, 100х70, 2013
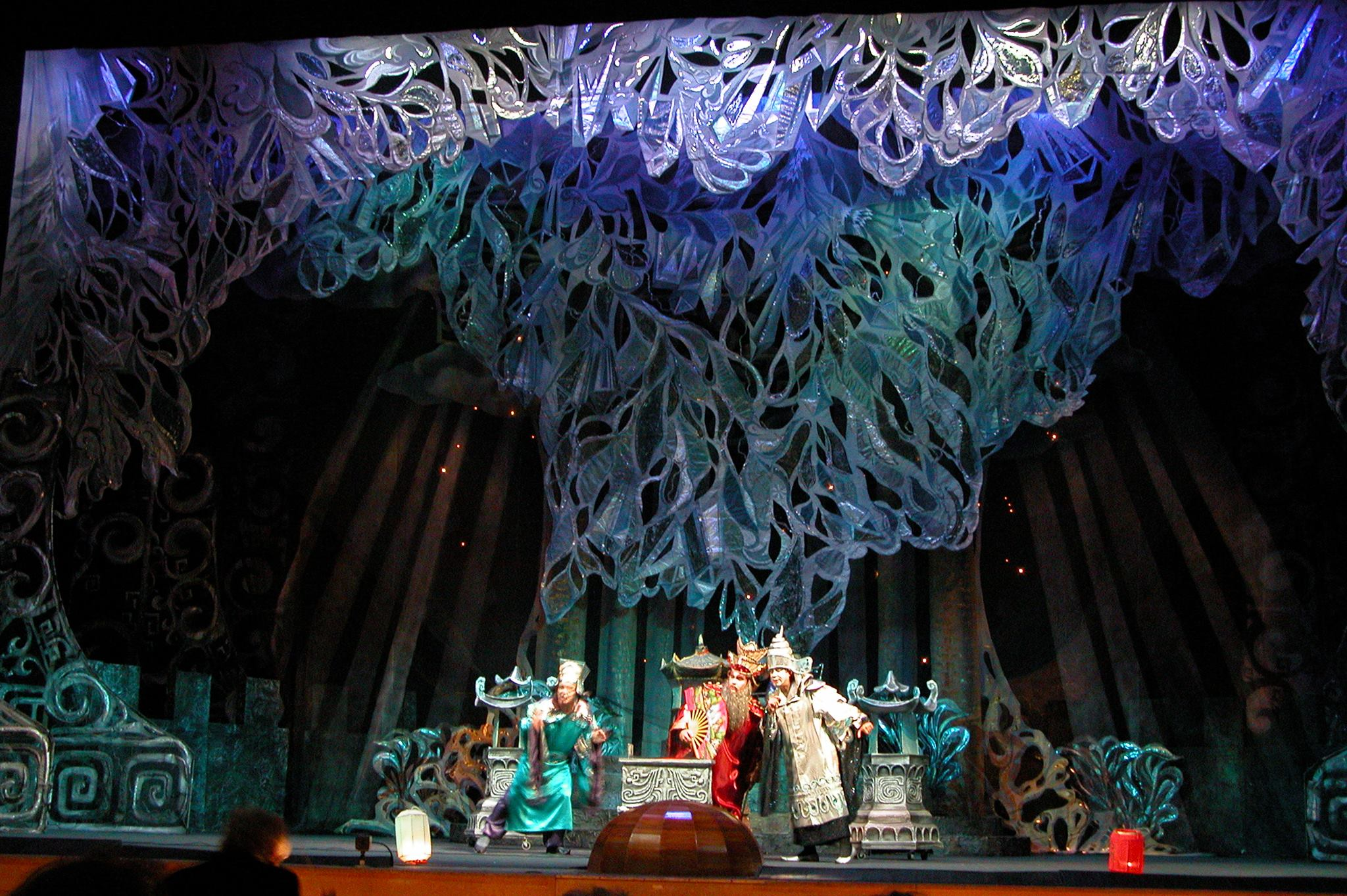
Н. Швец, «Турандот», ХНАТОБ, 2002
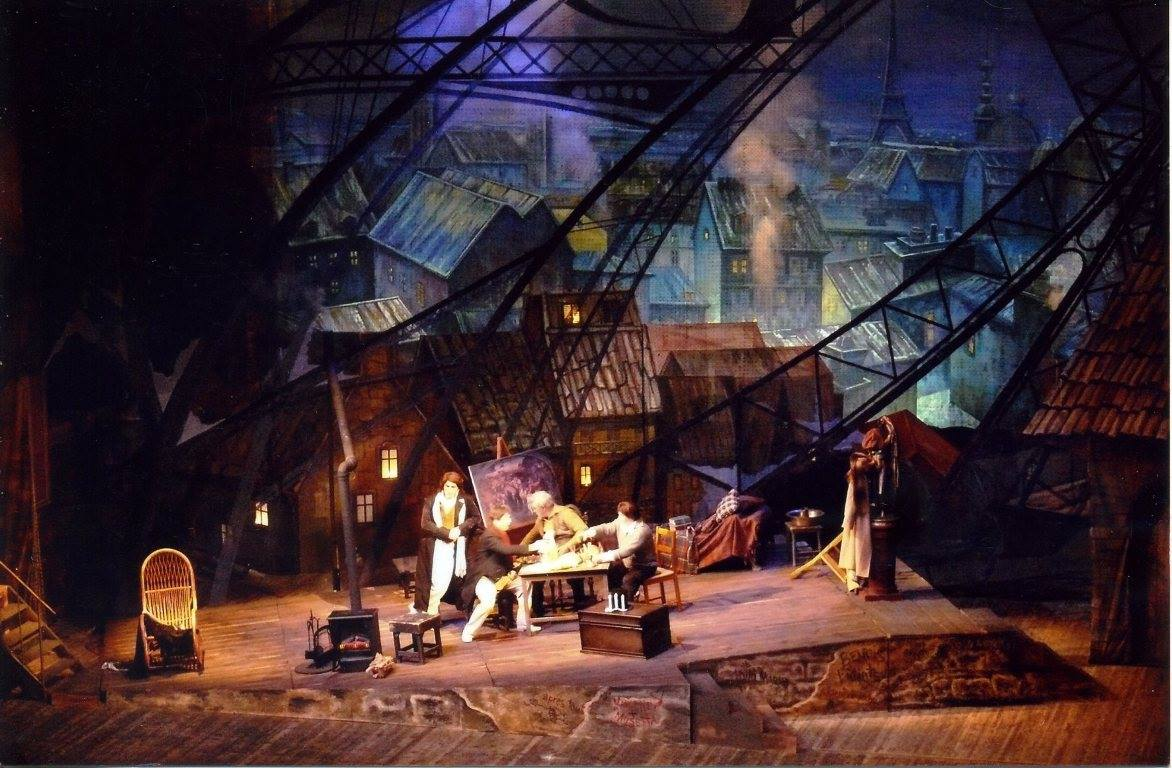
Н. Швец, «Богема», ХНАТОБ, 2008
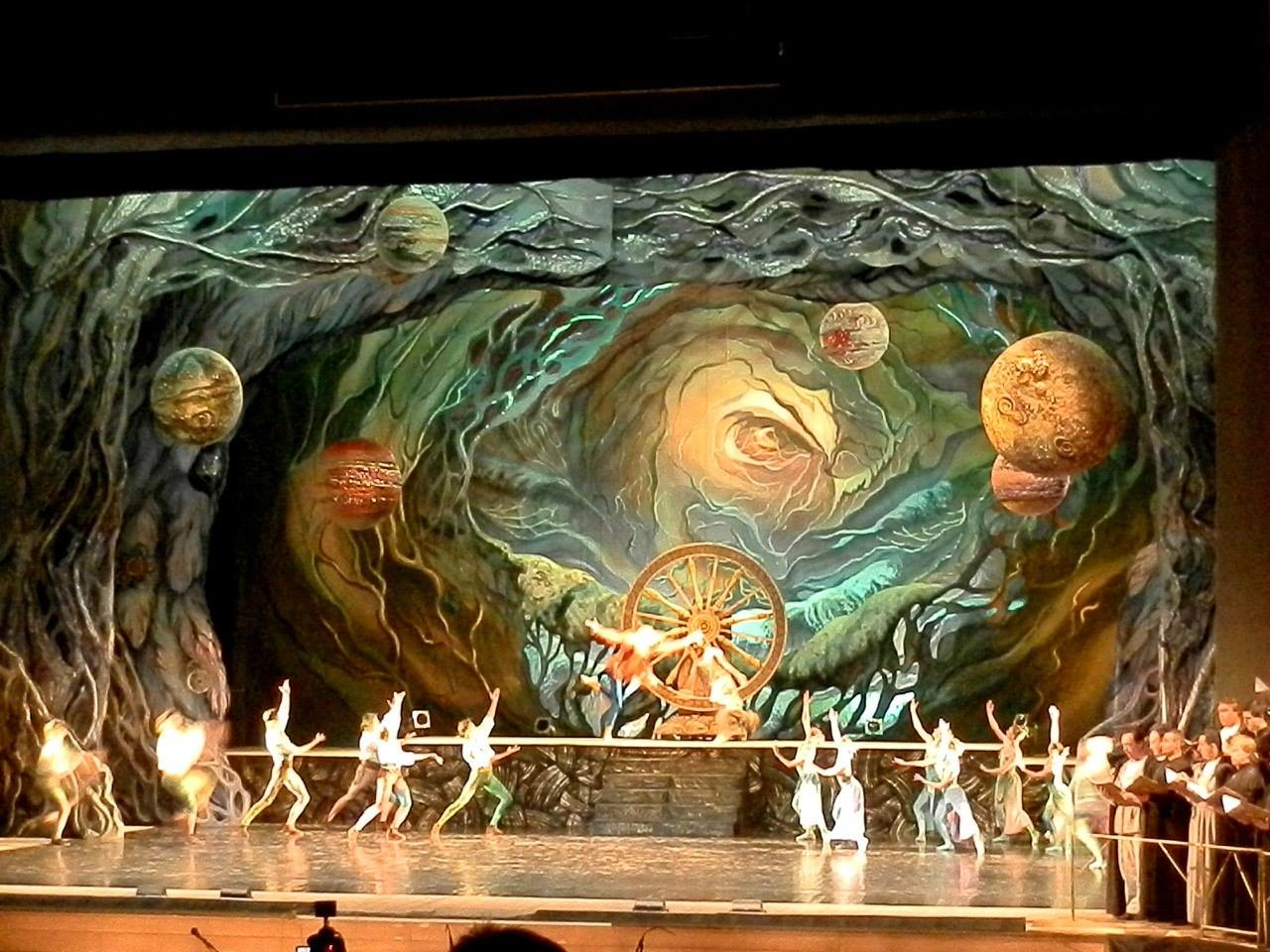
Н. Швец, «Carmina Burana», ХНАТОБ, 2014
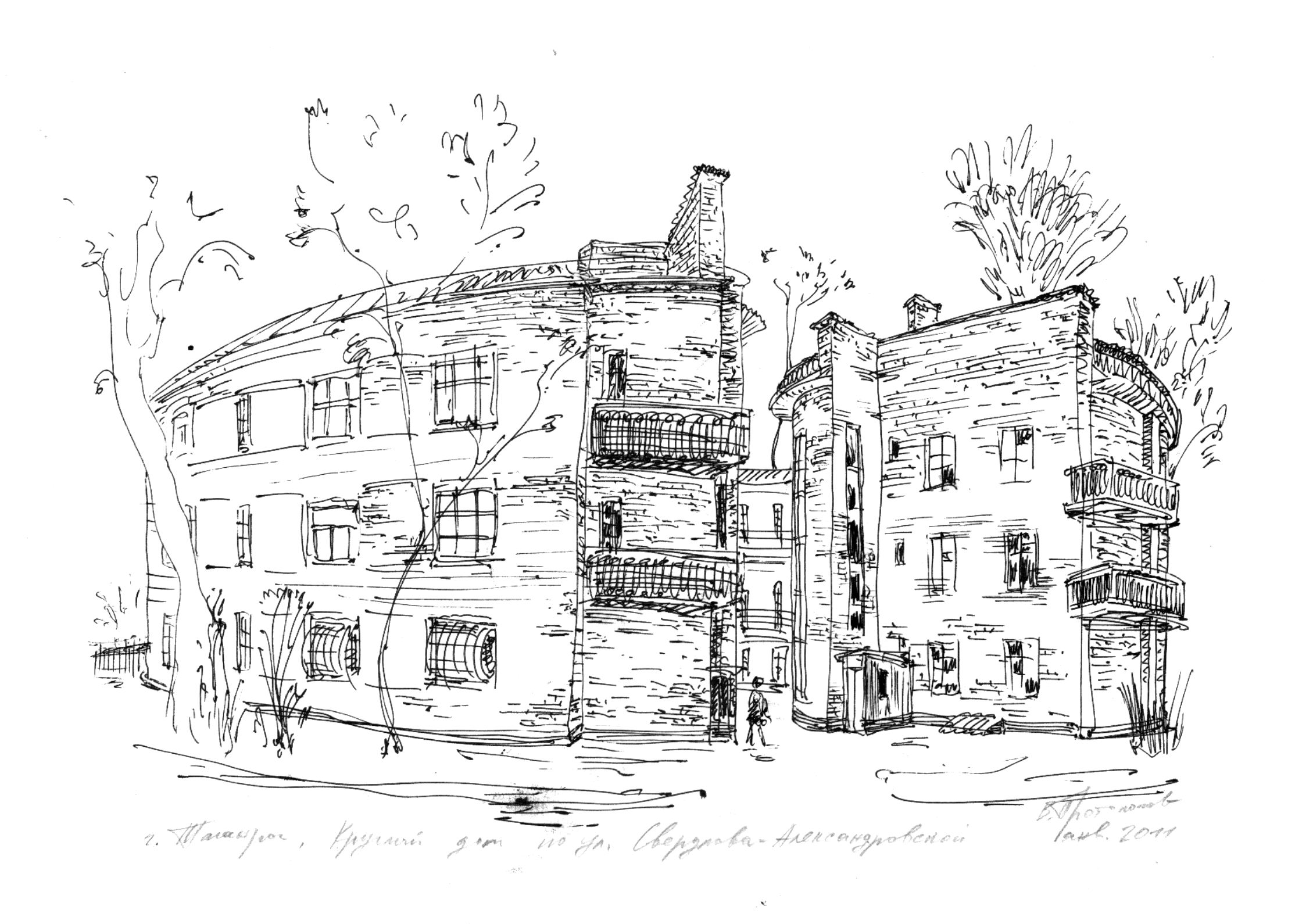
В. Протопопов, «Круглый дом», к/т, 21х29,5, 2011
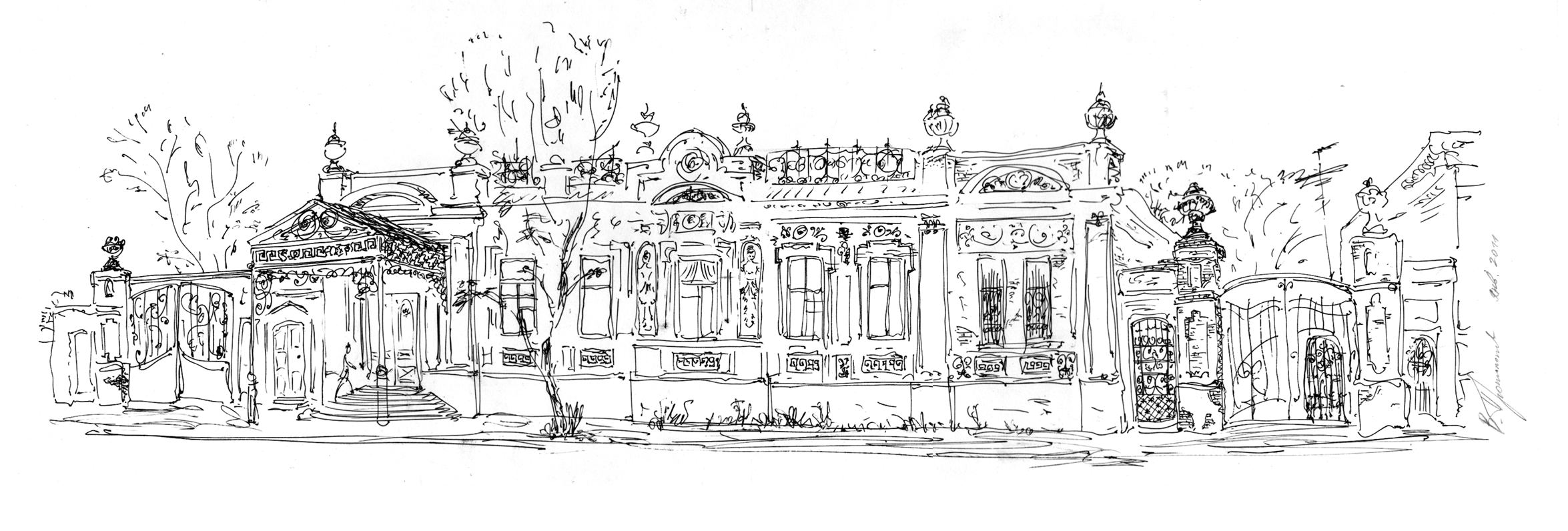
В. Протопопов, «Дом Рафаиловича», к/т, 21х60, 2011
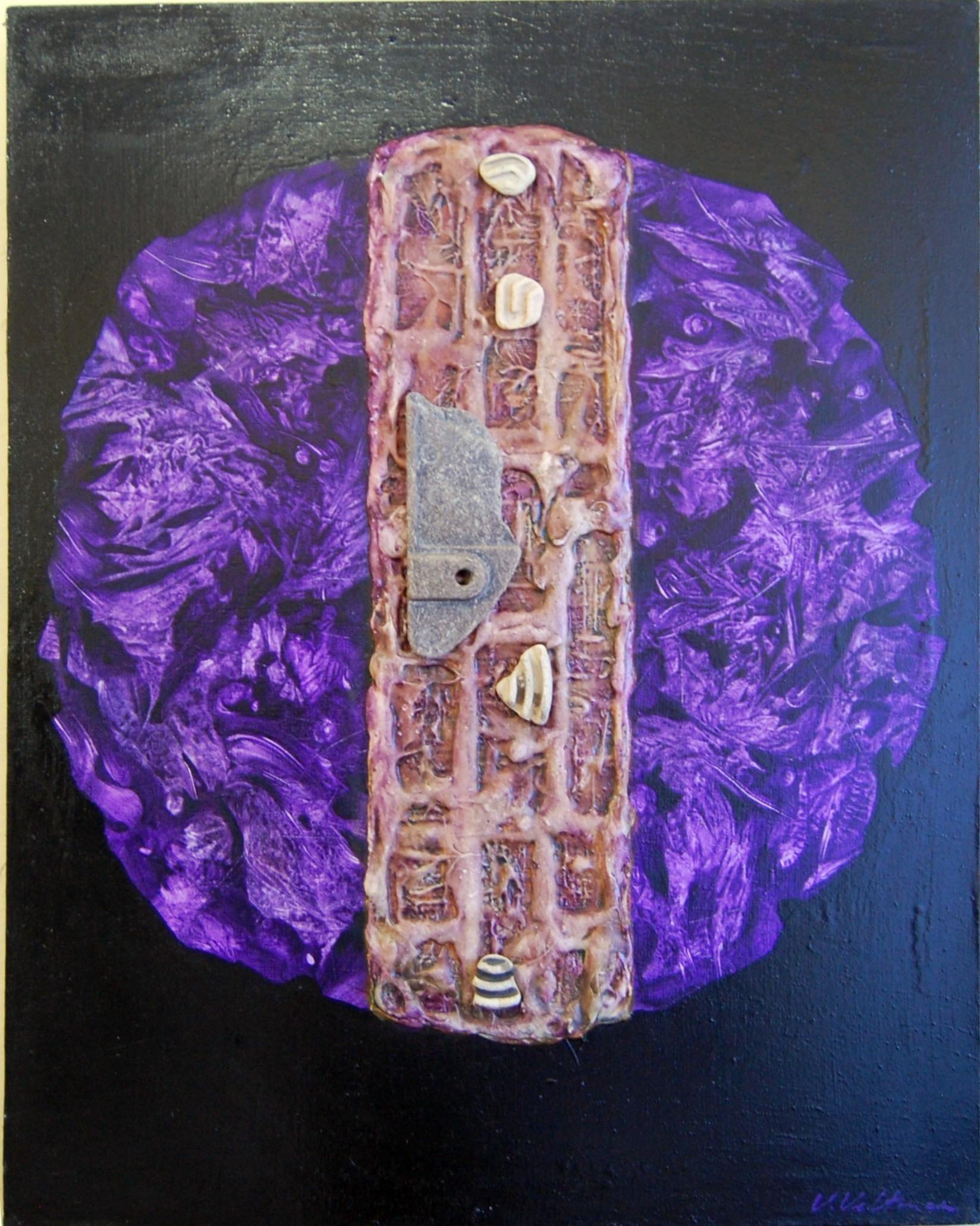
В. Вельтман, «Человеческая полоса», Х/м, смеш. техника, 100х79, 2017
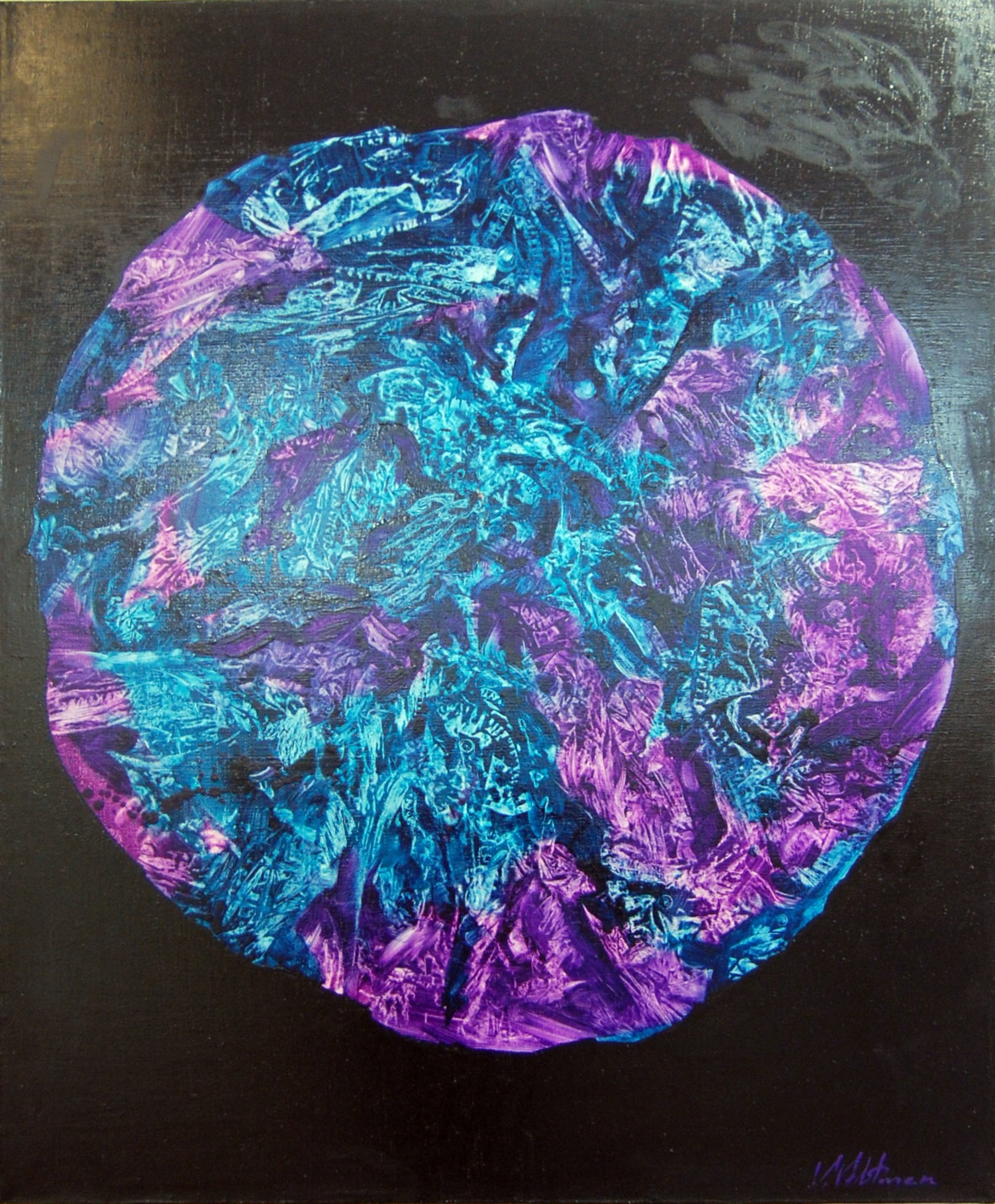
В. Вельтман, «Экзопланета № 1», Х/м, смеш. техника, 102х82, 2017
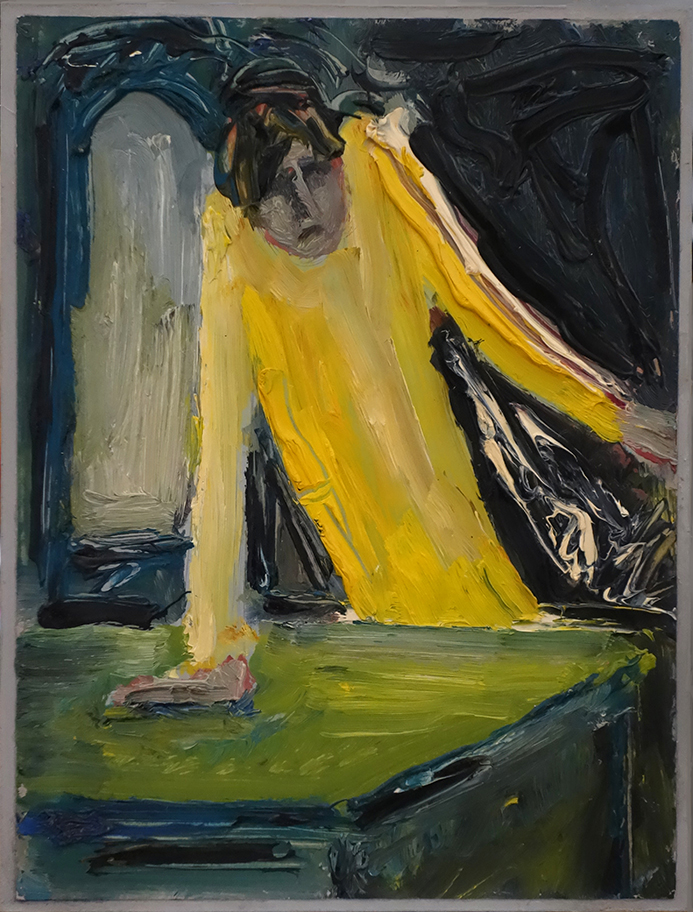
А. Яковлев, «Портрет друга», к/м, 24х18, 1995
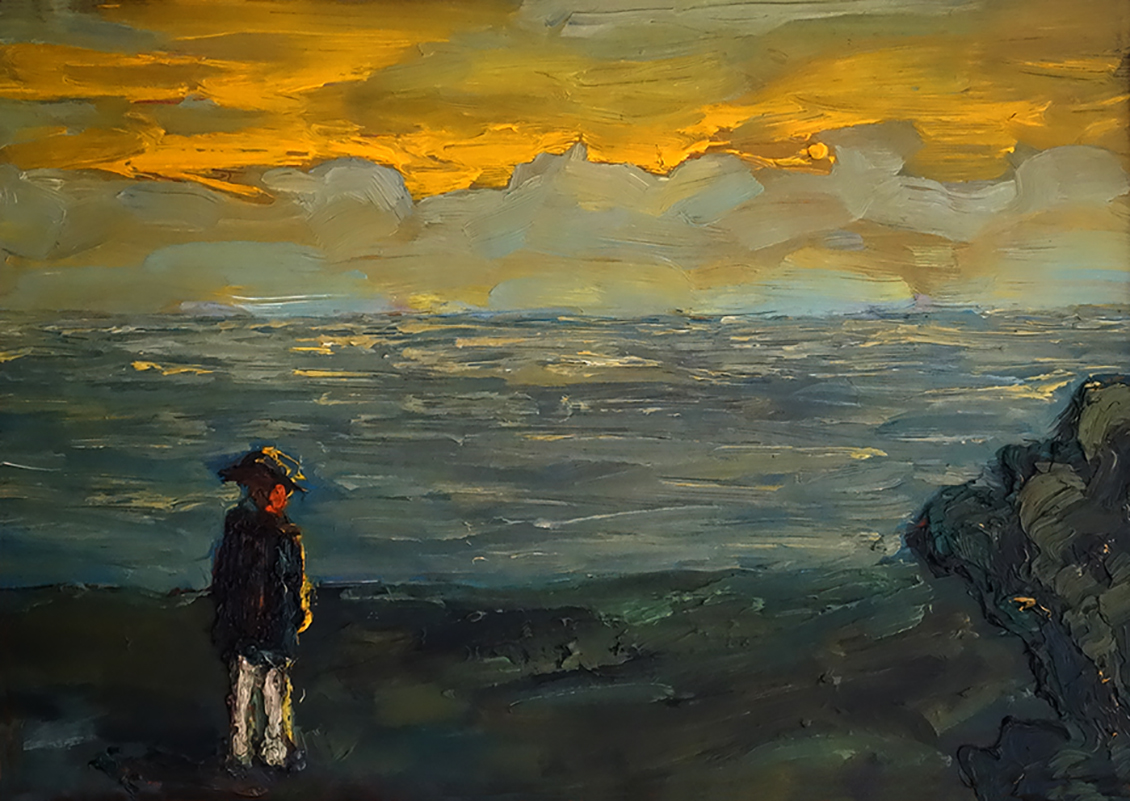
А. Яковлев, «У моря», к/м, 35х50, 2015
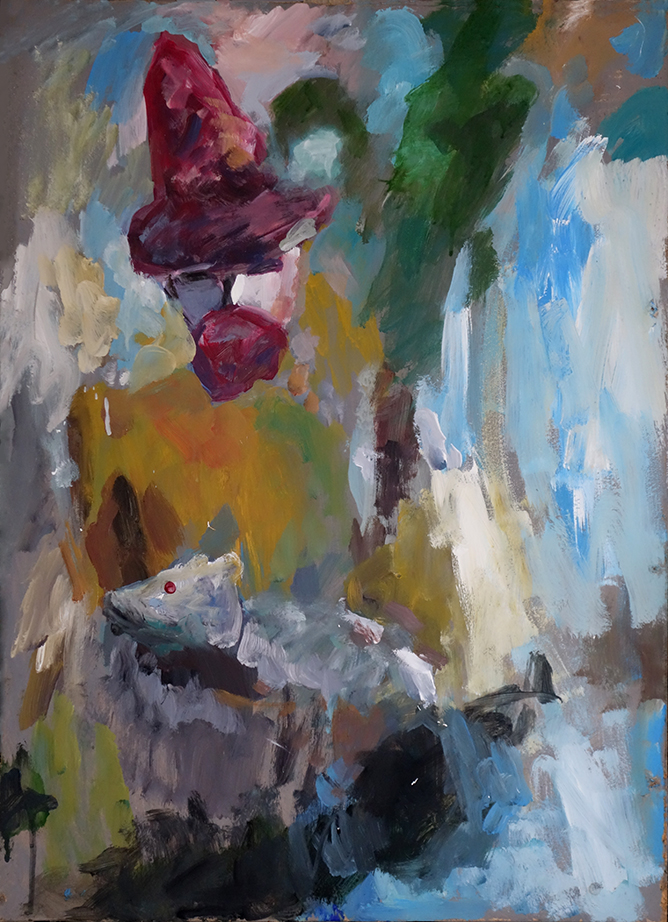
А. Яковлев, «Автопортрет», к/акрил, 50х35, 2016

## Цитаты
- «Он был прекрасным рисовальщиком и живописцем. Не многим удалось понять, какого редкого дарования художник жил рядом с нами. Сын немецкого офицера и русской каторжанки, Стуканов всегда и везде был чужим, в любой компании, в любом городе, в любое время года. Друзья величали его Графом. Он так и ушёл из жизни — одиноким, непонятым и совершенно неоцененным»[16] — Юрий Шабельников, 2007.

- «Случайных встреч не бывает. Есть люди, которые являются вехами в твоей судьбе. Стуканов закономерен для своих учеников, его не могло с нами не случиться… Как преподаватель он был скуп на слова, но тем весомее они были, и тем лучше запоминались, врезались в подсознание. Не хочу придумывать мифы, но, без сомнения, магнетизм этой личности завораживал… „Мне по жизни везло“ на встречи с талантливыми людьми, но началось это со Стуканова…»[17] — Надежда Швец, 2017.

- «Граф выпустил целую плеяду мегазвезд… Саша Чернов, Вася Слепченко, Юра Шабельников, Наташа Дурицкая… когда мы учились в училище Грекова… Таганрог был очень силен… феномен… Мэтр. Блистательный виртуоз стиля»[17] — Вадим Морозов, 2017.

- «Многие присутствующие на открытии, даже не являясь учениками Леонида Стуканова, „Графа“, как называли его знакомые и друзья, отметили, что мастер скорее вдохновлял, подсказывал, направлял, нежели поучал и наставлял. Ценность творчества как эстетический идеал, без которого нет художника, получила развитие гораздо больше, чем следование определенному стилю»[18] —— Татьяна Штерн, 2017.